# جوليا ماي كورتني
جوليا ماي كورتني (بالإنجليزية: Julia May Courtney)‏ هي كاتِبة وشاعرة أمريكية، ولدت في 1873 في نيويورك في الولايات المتحدة، وتوفيت في 1951 في دنفر في الولايات المتحدة.